# 1533 aux échecs
| Années des échecs : 1530 - 1531 - 1532 - 1533 - 1534 - 1535 - 1536    |
| Décennies des échecs : 1500 - 1510 - 1520 - 1530 - 1540 - 1550 - 1560 |

Cet article présente les faits marquants de l'année 1533 aux échecs.

## Divers
- Emprisonné, l’empereur inca Atahualpa apprend à jouer aux échecs[1].